# 维利内扎波里日亚
維利内扎波里日亚（烏克蘭語：Вільне Запоріжжя），是烏克蘭南部尼古拉耶夫州巴什坦卡區维利亚扎波里日亚市镇内的村落及行政中心。始建於1924年，面積1.33平方公里，海拔高度89米，2001年人口699，人口密度每平方公里525.6人。